# Michael Asmussen
Michael Asmussen (født 11. februar 1970) er en dansk skuespiller.
Asmussen er uddannet fra The Webber Douglas Academy af Dramatic Art i London i 1998.

## Filmografi
| - Bryllupsfotografen (1994) - Min søsters børn (2001) - At kende sandheden (2002) - Min søsters børn i sneen (2002) - Brødre (2004) - Anklaget (2005) - Sprængfarlig bombe (2006) - Den sorte Madonna (2007) - Olsen Banden på den bonede gulve (2008) - Simon & Malou (2008) - Søde lille du (2009) - Kufferten (2011) - Sorg og Glæde (2013) - Sammen hver for sig (2013) | - TAXA (1997-1999) - Strisser på Samsø (1997-1998) - Edderkoppen (2000) - Den serbiske dansker (2001) - Forsvar (2003) - Gu'ske'lov du kom (2008) - Maj & Charlie (2009) - Kristian (2010) - Lærkevej 2011 - Borgen 2013 |